# Éditions de la Table ronde
Pour les articles homonymes, voir table ronde (homonymie).
Éditions de la Table ronde est une maison d'édition française, fondée en 1944 par Roland Laudenbach et Roger Mouton, qui fait aujourd’hui partie du groupe Madrigall.

## Histoire

### Débuts
La société des Éditions de la Table ronde est créée en décembre 1944, avec la sortie d'un premier Cahier par Roland Laudenbach et Roger Mouton : le nom donné à cette maison aurait été suggéré par Jean Cocteau. En 1941, il existait une revue publiée à Vichy sous le nom La Revue française : Cahiers de la Table Ronde. 
La première publication importante de la jeune maison d'édition est le texte de la pièce Antigone (1944) de Jean Anouilh, qui est confié par ce dernier à Roland Laudenbach, sans limitation de tirage. Les ventes atteignent 150 000 exemplaires. Un autre succès fut les trois premiers tomes de la saga Tant que la terre durera d'Henri Troyat (1947), avec 100 000 exemplaires vendus. En juillet 1945, elle reprend Les Amitiés particulières de Roger Peyrefitte, titre qui fut aussi un succès.
En janvier 1948, pour réagir face à ce qu'elle considère être du « terrorisme intellectuel » — notamment via la revue Les Temps modernes qui prône une « littérature engagée » —, la maison lance une revue appelée La Table ronde avec comme contributeurs réguliers François Mauriac, Henry de Montherlant, Paul Morand : ce dernier y fait paraître par épisodes son Journal d'un attaché d'ambassade et Jean Giono, Un roi sans divertissement. La revue compta près de trois mille abonnés. François-Martin Salvat en est le conseiller artistique.
La maison est en partie rachetée, fin 1949, par Plon, puis c'est Jacques Duhamel qui devient l'actionnaire majoritaire en septembre 1953. Au printemps 1953, la maison édite le premier numéro de The Paris Review. En mars 1954, Roger Mouton revend ses parts (30 %) au groupe Publicis. La maison accueille alors des auteurs comme Bernard Frank, Jean Freustié ou Roger Stéphane.

### Guerre d'Algérie et crise de conscience
Laudenbach publie également nombre de ses amis désignés par Bernard Frank sous le nom de « Hussards » que sont Antoine Blondin, Michel Déon, Jacques Laurent, Roger Nimier, mais la plupart de ces auteurs partent chez Gallimard, Grasset ou Plon : il faut alors chercher de nouveaux capitaux et auteurs. En 1957, la maison est en partie reprise par Gallimard. Duhamel quitte la maison en 1961, en désaccord avec la nouvelle politique éditoriale. À cette époque, en effet, la Table ronde est marquée à droite par la personnalité de Laudenbach, droite dont il se réclame, notamment au moment de la guerre d'Algérie, quand la maison publie, entre 1958 et 1961, des ouvrages pro-Algérie française qui vont jusqu'à contrarier les élus politiques au pouvoir. Menacé, Laudenbach adopte une attitude anticolonialiste en 1961 lorsqu'il signe une pétition en faveur de Jérôme Lindon qui vient de publier Le Déserteur de Maurienne. En novembre 1963, L'Histoire de l'OAS de Jean-Jacques Susini est saisi par les autorités mais peut reparaître en septembre 1964. Protégé par Gwenn-Aël Bolloré, toléré par Claude Gallimard qui est proche de Roger Nimier, Laudenbach voit sa direction éditoriale renforcée, puisqu'il est nommé plus tard directeur général de la maison en 1966. La maison qui s'affichait anti-gaulliste, s'affirme plus encore en ce sens au moment des événements de Mai 1968.

### Années 1970-1990
Une seconde génération d'écrivains est ensuite éditée par la Table ronde, parmi lesquels on peut citer Alphonse Boudard, Gabriel Matzneff, Éric Neuhoff. La maison s'oriente de plus en plus vers la publication d'essais, avec (en 1971) Les Corrompus, le premier livre d'investigation à succès sur les chefs corrompus de la police de Lyon du jeune journaliste Jean Montaldo. Mais elle perd d'anciens auteurs comme Michel de Saint Pierre et Jacques Laurent. En 1975, Gallimard, qui ne parvenait pas à prendre le contrôle de cette maison, revend ses parts à Gwenn-Aël Bolloré. Entretemps, La Chambre des dames (1979) de Jeanne Bourin connaît un gros succès et permet de faire vivre la maison.
Dans les années 1980, c'est la maison Grasset qui prend la majorité des parts. Avec l'arrivée de la gauche au pouvoir, Laudenbach publie des ouvrages de Jean Cau et de François Brigneau. Malade, Roland Laudenbach se retire en 1985. Par son oncle Gwenn-Aël Bolloré, Vincent Bolloré devient l'actionnaire majoritaire et injecte des capitaux, puis il revend ses parts à Alain Lefebvre en 1989.
Denis Tillinac, arrivé en 1990, prend la direction de la maison en 1991 et intègre de nouveaux auteurs comme Jean-Paul Kauffmann, Frédéric Fajardie, Yves Charnet, Jean-Claude Pirotte, Frédérick Tristan, Xavier Patier, le poète William Cliff...
En 1997, la Table ronde acquiert le catalogue des éditions « Quai Voltaire » — lesquelles avaient été fondées en avril 1987 par le notaire Gérard Voitey qui avait racheté la majorité de la Table ronde en janvier 1994 — afin de s'ouvrir à la littérature étrangère et de publier notamment les œuvres d'Alice McDermott, de Tracy Chevalier et de Richard Russo.

### Période contemporaine
En janvier 2007, Alice Déon, fille de l'écrivain Michel Déon, succède à Denis Tillinac comme directrice de la maison,. 
Filiale à 100 % du groupe Gallimard depuis 1998, le catalogue compte environ dix mille titres et en publie environ une cinquantaine par an.

## Publications d'importance

### Théâtre
- Jean Anouilh, Antigone (1944)

### Principaux romans et prix littéraires
- François Mauriac, Le Sagouin (1951)
- Michel de Saint Pierre, Les Aristocrates (1954), grand prix du roman de l'Académie française
- Georges Govy, Le Moissonneur d'épines (1955), prix Renaudot
- Antoine Blondin, Un singe en hiver (1959), prix Interallié
- Henry Muller, Clem (1960), prix Interallié
- Jean Freustié, Isabelle ou l'Arrière-saison (1970), prix Renaudot
- Alphonse Boudard, Les Combattants du petit bonheur (1977), prix Renaudot
- Jeanne Bourin, La Chambre des dames (1979)
- Jean-Paul Kauffmann, La Chambre noire de Longwood (1997), prix Roger-Nimier, grand prix RTL-Lire, prix Jules-Verne et prix Joseph-Kessel
- Frédérick Tristan, La Chevauchée du vent, prix du roman de la Société des gens de lettres  (1997)
- François Bizot, Le Portail, prix des Deux Magots (2000)
- Richard Russo, Le Déclin de l'empire Whiting (2002), prix Pulitzer et prix Roger-Nimier
- Tracy Chevalier, La Jeune Fille à la perle (2001), Prodigieuses créatures (2010)
- Patrice Lelorain, Quatre uppercuts (2008), prix de la nouvelle de l'Académie française
- Philippe Rahmy, Allegra (2016), prix suisse de littérature
- Joseph Ponthus, À la ligne (2019), grand prix RTL-Lire

### Récit à caractère biographique
- Jean-Louis Tixier-Vignancour, J'ai choisi la défense (1964), préfacé par le bâtonnier Jacques Charpentier

### Essais politiques
- Roger Trinquier, La Guerre moderne (1961)
- Jacques Hermone, La Gauche, Israël et les Juifs (1970)
- Chantal Delsol, Éloge de la singularité, essai sur la modernité tardive, (2000), prix de l’Académie française Traduit en anglais (États-Unis).
- Jacques Ellul, De la révolution aux révoltes (2011), L'Illusion politique (2012)

### Journalisme
- Jean Grandmougin, Destination Terre (1958)
- Pierre Bonte, Bonjour Monsieur le Maire (1965, 1967, 1968)